# Papilio pitmani
Papilio pitmani là một loài bướm thuộc họ Bướm phượng (Papilionidae). Loài Papilio pitmani được mô tả năm 1887 bởi Elwes et de Nicéville. Chúng được phát hiện tại Miến Điện, Thái Lan và Việt Nam.

## Phân loài
- Papilio pitmani pitmani
- Papilio duboisi Vitalis de Salvaza, 1921 (miền Trung Việt Nam)

## Phân loại
Papilio pitmani thuộc nhóm loài fuscus. Các loài cùng thuộc nhánh này là:
- Papilio albinus Wallace, 1865
- Papilio diophantus Grose-Smith, 1883
- Papilio fuscus Goeze, 1779
- Papilio hipponous C. & R. Felder, 1862
- Papilio jordani Fruhstorfer, 1906
- Papilio pitmani Elwes & de Nicéville, [1887]
- Papilio prexaspes C. & R. Felder, 1865
- Papilio sakontala Hewitson, 1864